# Wonodadi (Bandar)
Wonodadi is een bestuurslaag in het regentschap Batang van de provincie Midden-Java, Indonesië. Wonodadi telt 2332 inwoners (volkstelling 2010).